# Joseph Warton
Joseph Warton (ur. 22 kwietnia 1722 w Dunsfold, zm. 23 lutego 1800 w Wickham) − brytyjski krytyk literacki i uczony, brat Thomasa Wartona.